# 성 구세주 교회 (두브로브니크)

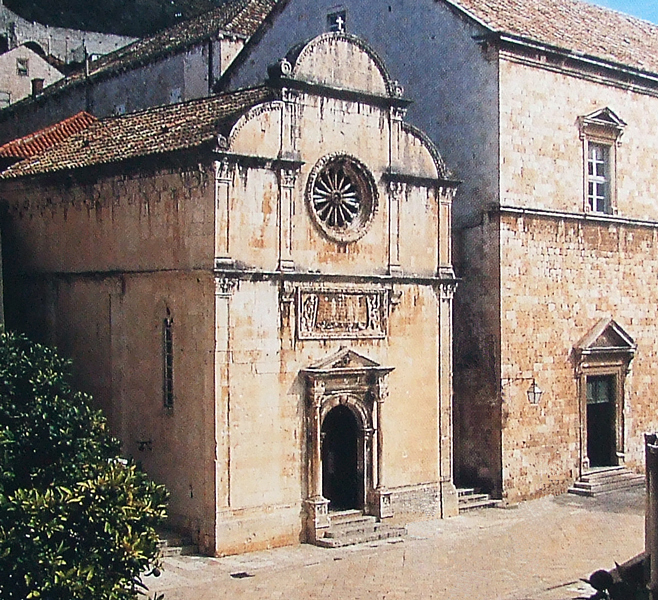
성 구세주 교회

성 구세주 교회(크로아티아어: Crkva sv. Spasa)는 크로아티아 스플리트달마티아주 두브로브니크에 있는 작은 봉헌 교회다. 예수 그리스도에게 바쳐졌다.

## 역사
1520년 5월 17일 지진으로 약 20명이 사망하고 도시의 많은 건물이 파손된 후, 라구사 공화국을 통치하는 지방 상원은 도시를 더 큰 파괴로부터 구해준 것에 대한 감사의 표시로 새로운 교회를 위임했다. 정면의 정문 위에 있는 기념비적인 비문이 이를 증명한다. 공사는 1520년에 시작되어 1528년에 교회가 완공되었다.
1667년 두브로브니크 지진으로 약 5,000명의 시민이 사망하고 도시의 많은 부분이 파괴되었다. 그러나 성 구세주 교회는 재난을 견뎌내어 두브로브니크의 르네상스 건축의 훌륭한 사례로 원래 모습을 볼 수 있다.